# Авундий Комски
Вижте пояснителната страница за други личности с името Авундий.
Авундий или Абунданций (на латински: Abundius, Abondius, Abundias; на италиански: Abbondio; на гръцки: ᾿Αβούνδιος, Αβουνδάντιος) е православен духовник от V век, виден теолог, борец срещу несторианството и евтихианството, епископ на Комо, обявен за светец и почитан от християнските църкви и на Изток и на Запад.

## Живот
Роден е според традицията в Солун, Източната Римска империя, макар безспорно латинското му име да е изненадващо.
Авундий знае отлично гръцки. Първата известна дата от биографията му е 17 ноември 449 година, когато Авундий, бивш сътрудник на епископ Аманций Комски, е ръкоположен след смъртта му за четвъртия епископ на град Комо в Северна Италия.
Папа Лъв I го изпраща заедно с Евтерий Капуански в Константинопол при патриарх Анатолий I Константинополски и император Теодосий II, за да участва в решаването на проблема с несторианството и монофизитството. Свиканият за това Поместен събор на 21 октомври 450 година одобрява посланието на папата до патриарх Флавиан I Константинополски, така наречения томос на Лъв, което осъжда ученията на Несторий и Евтихий. Това решение малко по-късно е утвърдено от Четвъртия Вселенски събор (Халкидонския събор) през есента на 451 година, на който Авундий е отново папски легат.
След върщането на Авундий в Италия, в 452 година папата го праща с послание за догмата за въплъщението в Милано и го назначава за суфраган на архиепископа. Участва в Миланския събор от 451 година, насочен срещу евтихианството.
Остатъка от живота си Авундий прекарва в пастирска работа в епархията си, като проповядва в планинските райони, в района на Лугано и в други още нехристиянизирани райони. Умира на Великден в 468 или 469 година от естествена смърт и е погребан в църквата „Св. св. Петър и Павел“, която по-късно е прекръстена на неговото име, тъй като той се смята за покровител на епархията. В 1587 година мощите му са пренесени в катедралата „Санта Мария Асунта“ в Комо. Латинското житие на Авундий е от VIII – X век. Авундий е изобразен като светец на фреска от църквата „Санта Мария Антиква“ в Рим от средата на VIII век. Паметта му се тачи от Западната църква на 2 април, а в Комската епархия – на 31 август.
Понякога на Авундий се приписва авторството на „Te Deum“.